# Brisbane Water National Park
Brisbane Water National Park är en park i Australien. Den ligger i delstaten New South Wales, i den sydöstra delen av landet, omkring 45 kilometer norr om delstatshuvudstaden Sydney. Arean är 120 kvadratkilometer.
Närmaste större samhälle är Umina, nära Brisbane Water National Park. Genomsnittlig årsnederbörd är 1 380 millimeter. Den regnigaste månaden är februari, med i genomsnitt 200 mm nederbörd, och den torraste är juli, med 36 mm nederbörd.